# کمروز
کمروز (به انگلیسی: Camrose, Alberta) شهری در ایالت آلبرتا واقع در کشور کانادا است که مساحت آن ۳۱٫۱۴ کیلومتر مربع است و جمعیت آن در سرشماری سال ۲۰۰۶ میلادی، ۱۵٬۶۲۰ نفر بوده‌است. تراکم جمعیتی کمروز، ۵۰۲ نفر در هر کیلومتر مربع است.